# 発酵食品
発酵食品（はっこうしょくひん）とは、食材を微生物などの作用で発酵させることによって加工した食品である。
冷蔵庫などが存在する以前から保存食として、または風味を改良したり食品の硬さを柔らかくしたりするといった目的でも行われる。日本の伝統的な食品では納豆、醤油、味噌、漬物、鰹節など、世界ではパンやヨーグルト、チーズなどの形で利用されてきた。また、穀物や果物を発酵させて製造される酒は、アルコールが殺菌作用を持つと同時に精神作用を持つ飲料である。
近代における微生物学など科学の発達により、発酵作用が主に微生物などの働きであることが理解されるようになってきた。科学が発達する以前は経験則に基づき製造されており、「理由はわからないが所定の工程を行うことでおおむね同じような状態に変化する」という程度の理解で行われてきた。このため、一概に発酵食品とはいっても微生物の存在が理解される以前から行われていることにも絡み、微生物の作用以外に酵素の働きによるものや生物の自己消化（→自己融解）作用による変化などもその類型に収まる。
本稿における酵母とは、出芽酵母のことである。

## 製造

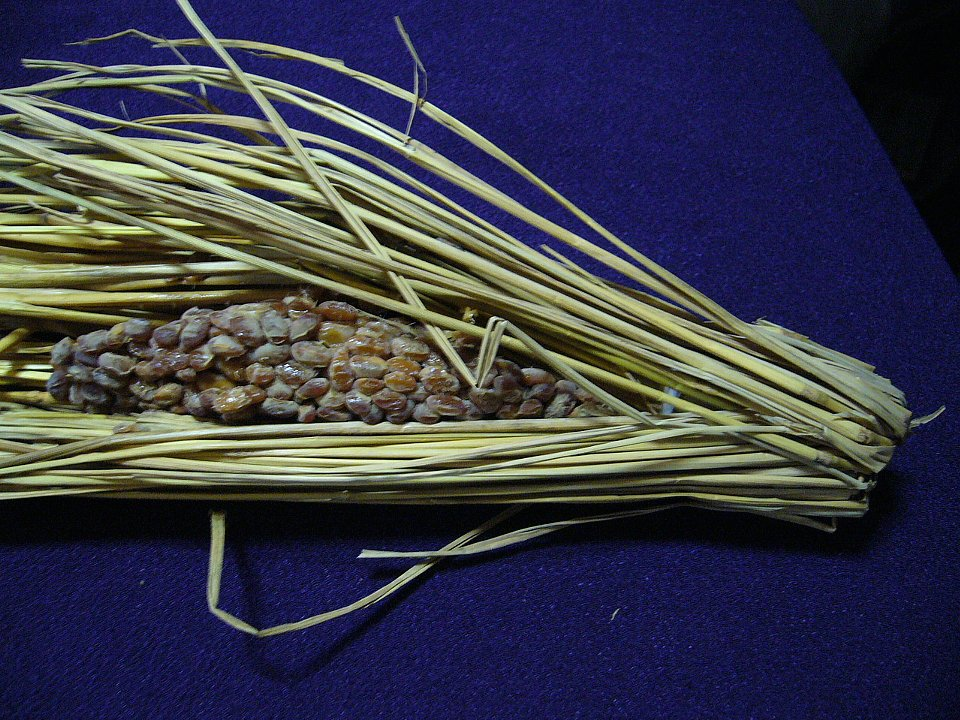
日本のわらづと納豆

発酵食品の製造では、所定の微生物が働きやすく、逆に望まれない微生物（いわゆる雑菌）の繁殖が起きないよう、温度、湿度、空気、液体の成分などの環境を整えてやることが行われる。これによって所定の微生物だけが食品の加工を行うことになるが、それと同時に腐敗など食用に適さない状態変化を起こすことが防がれ、結果的に保存性が高まる。このため、発酵食品の一部には、冷蔵庫など食料保存に便利な道具の発達以前より、食料資源を長く持たせるための保存食としての側面も見られ、とくに乳酸菌による乳酸発酵では発酵の過程で生産される乳酸が雑菌の繁殖を抑えるため、比較的さまざまな地域に根付いた郷土料理中に乳酸発酵による発酵食品が見出される。同じ食材でも利用する微生物によって異なる食品ができ、例えばダイズを原料にコウジカビを利用すれば醤油や味噌が、納豆菌を利用すれば納豆が、クモノスカビを利用すればテンペができる。
発酵食品は、そのままでは硬さや成分の点で食用が難しかったり、風味の面で素材そのままでしかなかったものを、微生物に分解させることで食用に適するようにしたり、新たな風味を創出したりするという意味がある。よくある発酵食品の方向性としては、タンパク質を分解させてアミノ酸とし、これがうまみを中心とした食品の風味となるもの、あるいは糖（炭水化物）を分解させてアルコール化する（アルコール発酵）などが見られる。アルコール発酵の過程ではビールやウイスキーに見るように、麦芽に含まれるアミラーゼによって糖化する工程が含まれ、この段階では微生物ではなく植物自身が作り出した酵素によって加工が成されている。あるいは唾液に含まれるアミラーゼを利用する口噛み酒など酵素を加える方法も見られる。
なお、発酵食品の範疇からは外れるが、自己消化の作用は食肉の熟成段階でも利用されており、適切な温度・湿度管理と所定の期間を置くことによって屠畜直後とは異なる風味を持つようになる。これを積極的に行う乾燥熟成肉も、一般的に食べられている。
蒸米や蒸麦に種麹を与え、40時間ほど放置すると麹菌が増殖して米麹や麦麹となるが、こうした麹には各種の酵素、プロテアーゼ、アミラーゼ、リパーゼなどが蓄積される。発酵とは、これらの酵素が、食品中のたんぱく質をペプチドやアミノ酸に分解して旨味となり、炭水化物を乳酸菌や酵母が利用できる糖に分解して甘味となり、独特の風味となっていく。

## 歴史
発酵食品は人類の歴史において、有史以前から存在していた長い歴史がある。
現時点で確認されている考古学的に最古の発酵食品は、約8000年前のコーカサス地方のワインである。また、イランでも約7000年前のワインを作成した証拠が確認されている。
古代中国では、さまざまな食材を塩漬けにして保存する過程で食材の発酵が経験的に習得され、それらは醤（ひしお）と呼ばれた。魚醤・醤油・味噌・漬物などの原形である醤についての最古の文献は、紀元前11世紀頃の周王朝初期の記録書『周礼』である。日本では縄文時代末期には醤の利用が始まっていたようであるが、本格的に作られるようになったのは中国や朝鮮半島から製法が伝えられたのは大和朝廷の頃であった。

## 穀物加工品
カッコ内は発祥地もしくは特産地。

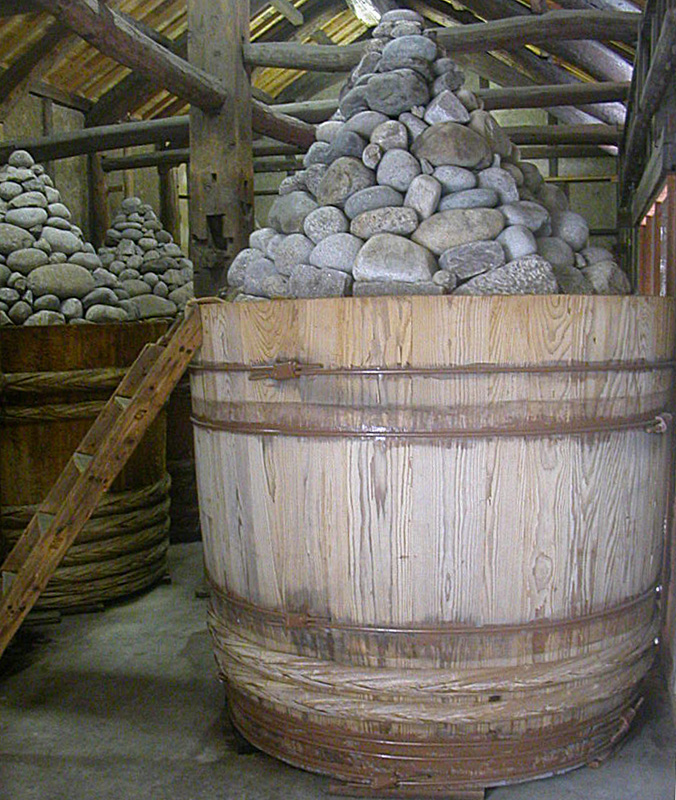
味噌を作る木桶

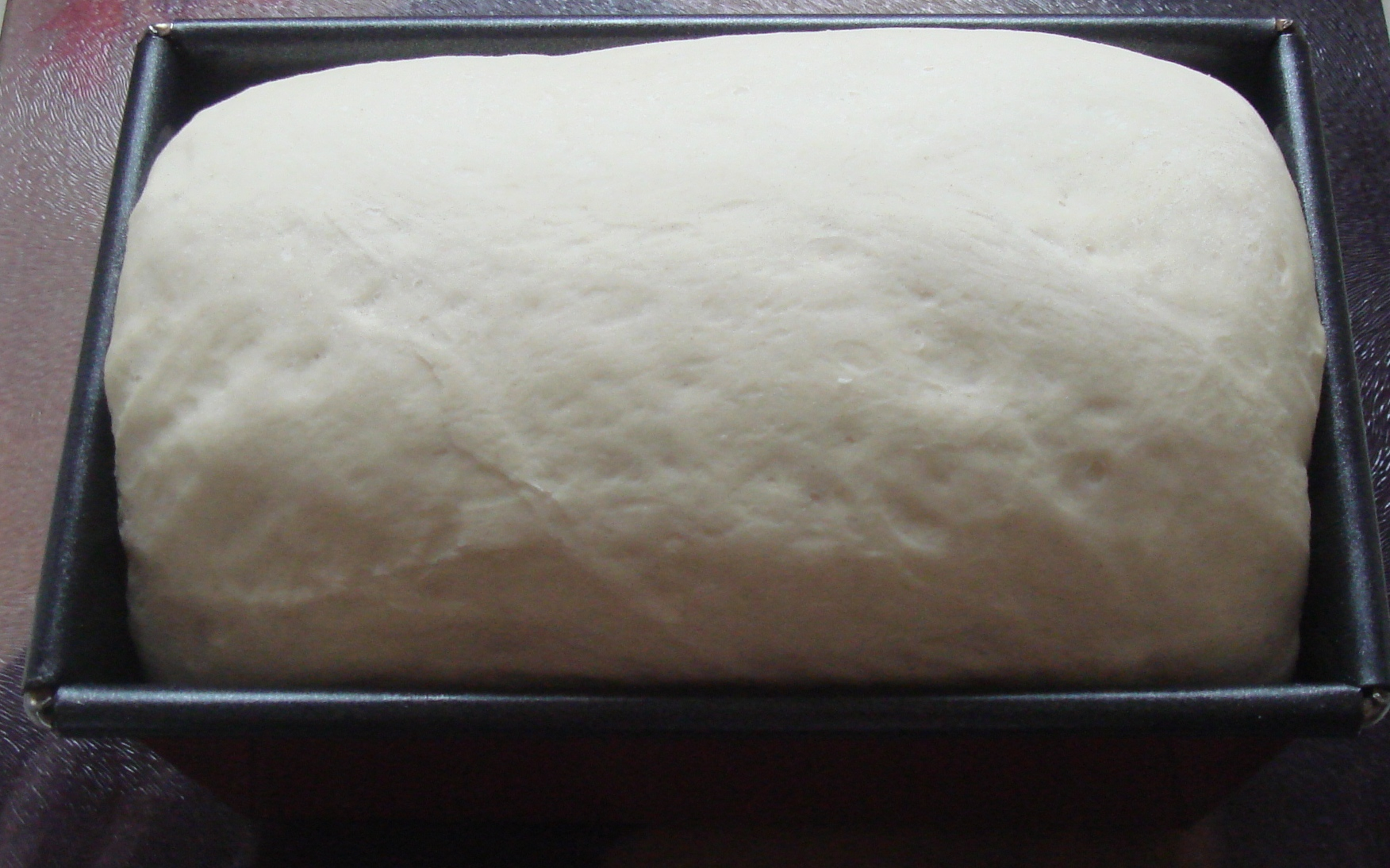
発酵したパン生地

- 納豆（日本）：大豆を納豆菌（枯草菌）で発酵
- 醤油（日本・中国）：大豆を麹菌、酵母で発酵
- 味噌（日本）：大豆を麹菌、酵母、乳酸菌で発酵
- 蘇鉄味噌（日本）：ソテツの実のデンプンに含まれるサイカシンを微生物により無毒化し、大豆を麹菌などで発酵
- みき（日本の奄美）米、砂糖を乳酸菌で発酵
- 豆板醤（中国）：ソラマメと唐辛子を麹菌などで発酵
- テンペ（インドネシア）：大豆をテンペ菌（クモノスカビ）で発酵
- 腐乳（中国、台湾など）：大豆から作る豆腐にケカビ類またはクモノスカビ類を付け、塩水に漬けて発酵させたもの
- 豆腐餻（沖縄）：大豆から作る豆腐を泡盛に漬け、紅麹菌で発酵させたもの
- 臭豆腐（中国、台湾など）：大豆から作る豆腐を植物と石灰の発酵液に漬けて風味を付けたもの
- パン（生地）（中東・ヨーロッパ）：小麦をパン酵母で発酵。ソーダブレッドのように発酵を伴わない物もある。
- かりんとう（生地）（日本）：生地を酵母で発酵。
- くずもち（関東風）（日本）：小麦を乳酸菌で発酵
- 味噌松風の一部製品（日本）：小麦を味噌に含まれる麹菌で発酵。発酵を伴わない物もある。
- 酒饅頭（日本）：小麦を麹菌で発酵。

## 魚介類加工品

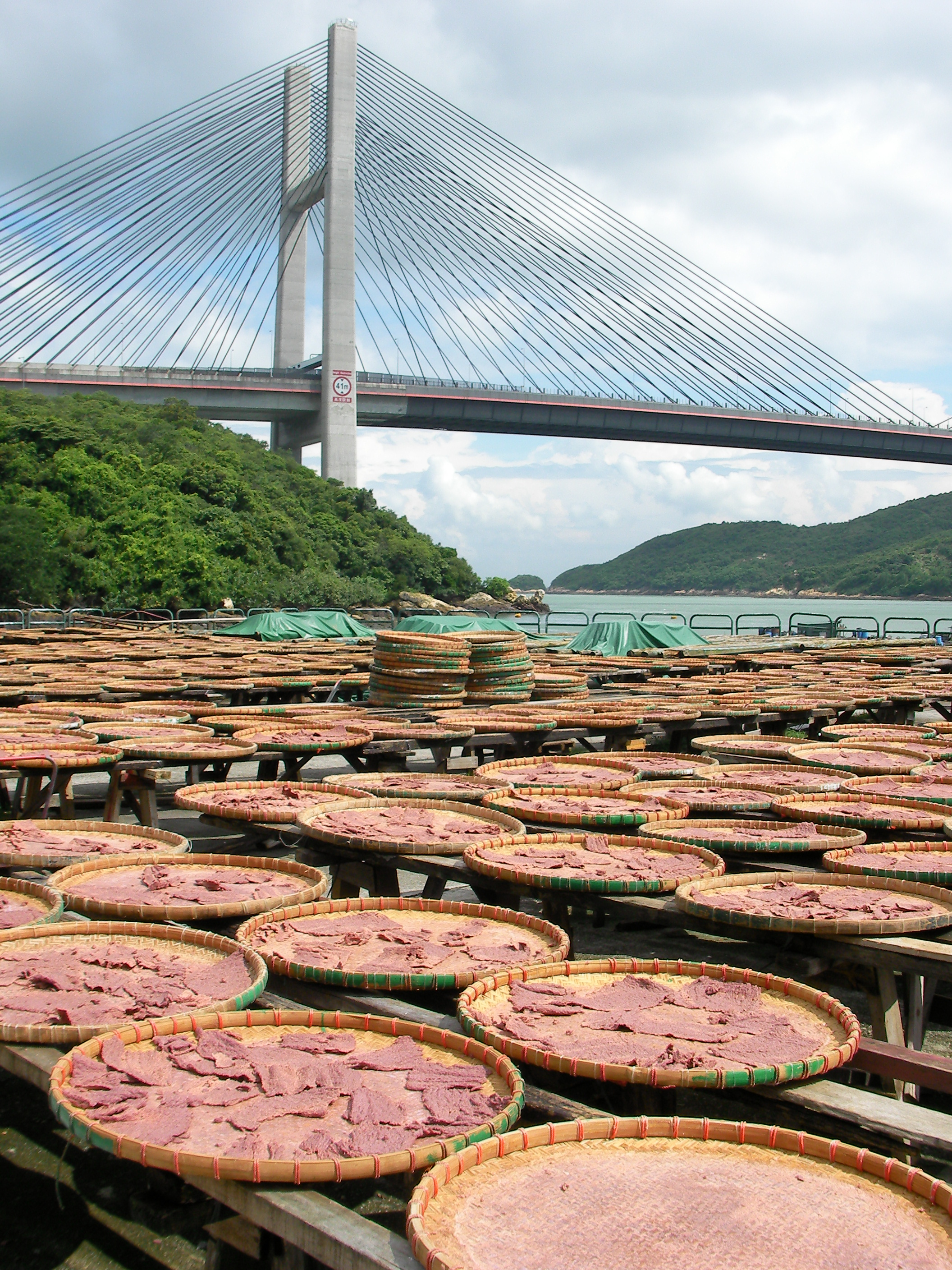
香港のシュリンプペースト作り

- 鰹節（日本）：カツオをコウジカビ(A. glaucus)で発酵
- 塩辛（日本）：テトラジェノコッカス属（Tetragenococcus 属）乳酸菌[3]と、原材料そのものがもつ酵素による酸化発酵の相互作用[4]
- くさや（日本）：発酵したくさや液に魚をつけ込み干した干物
- なれずし（鮒寿司)（日本）：鮒など魚介類の乳酸菌発酵[注 1]
- 飯寿司（日本）：麹や麦芽を使って魚介類を米とともに発酵したもの
- 魚醤（東南アジア・東アジア）：微生物ではなく、原材料そのものがもつ酵素による酸化発酵[4]
- ウスターソース（イギリス）：リーペリン・ソースなどは、タマネギなどを微生物、アンチョビを原材料そのものがもつ酵素による酸化発酵で熟成
- シュリンプペースト（東南アジア）：微生物ではなく、原材料そのものがもつ酵素による酸化発酵
- アンチョビ（ヨーロッパ）：魚を発酵
- シュールストレミング（スウェーデン）：ニシンを缶詰の中で発酵させたもの

## 鳥類加工品
- キビヤック（イヌイット）：海鳥の発酵

## 野菜果実加工品
- 漬物（日本）：野菜を乳酸発酵させたもの

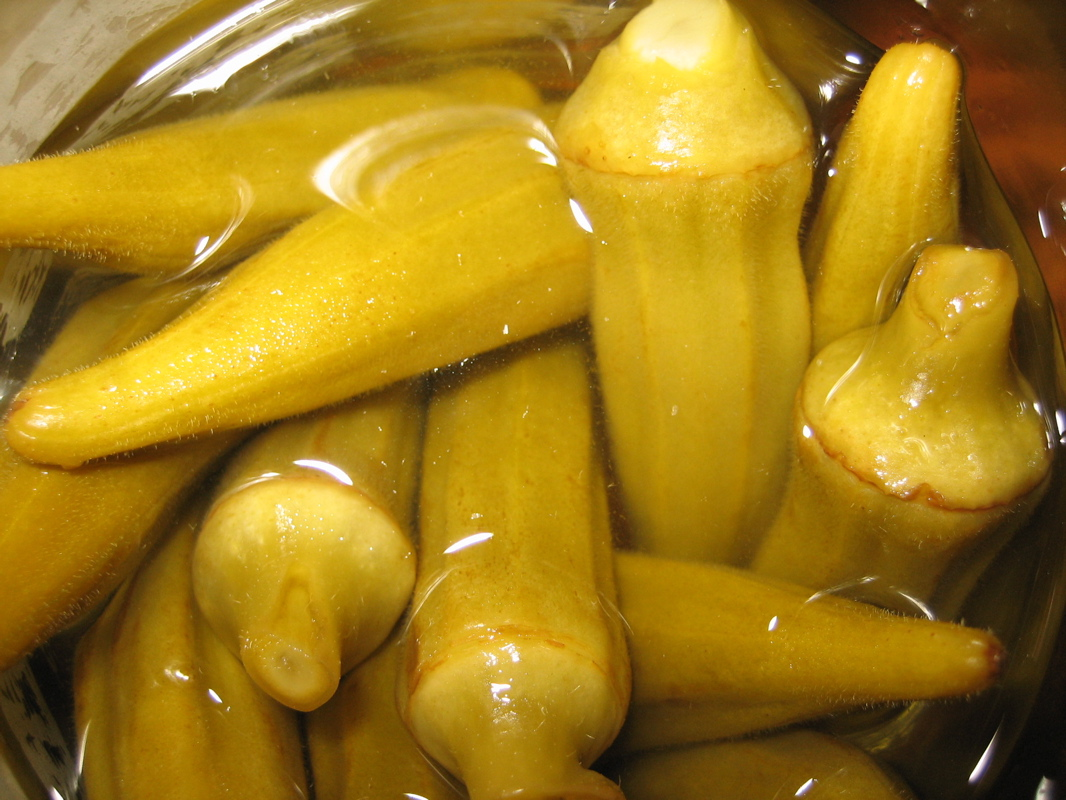
オクラのピクルス

  - すぐき、すんき漬け（日本）：スグキナ、カブナを無塩乳酸発酵させたもの
  - 地漬（沖縄県）：野菜を塩漬けにしたあと、黒砂糖と共に発酵させたもの。
- キムチ/キンチ　(韓国)
- ザーサイ（中国）：カラシナの変種を乳酸発酵させ、トウガラシ、花椒などで調味したもの
- メンマ（中国）：マチクのタケノコを乳酸発酵させたもの
- ザワークラウト（ドイツ）：キャベツを乳酸発酵させたもの
- ピクルス（ヨーロッパ）
- ナタ・デ・ココ（フィリピン）：ココナッツを発酵
- バニラ：種子鞘の発酵により香料を得る
- 黒ニンニク：ニンニクを加湿、常温発酵させたもの
- タバスコ：唐辛子を岩塩・穀物酢共存下で発酵させたもの
- かんずり：唐辛子を発酵させたもの

## 酪農製品

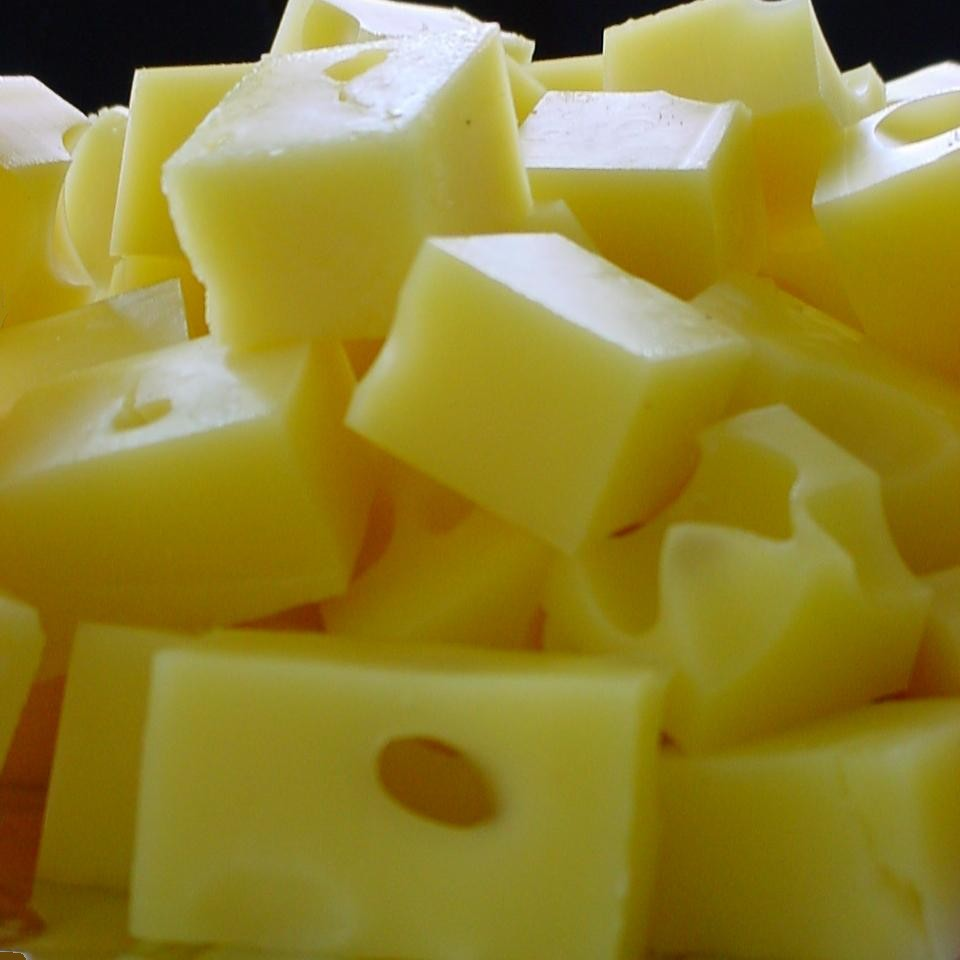
チーズ

- ヨーグルト（中東・ヨーロッパ）：牛乳や豆乳を乳酸菌で発酵
- チーズ（中東・ヨーロッパ）：同上
- 馬乳酒（モンゴル）：同上
- 乳酸菌飲料

## 飲料

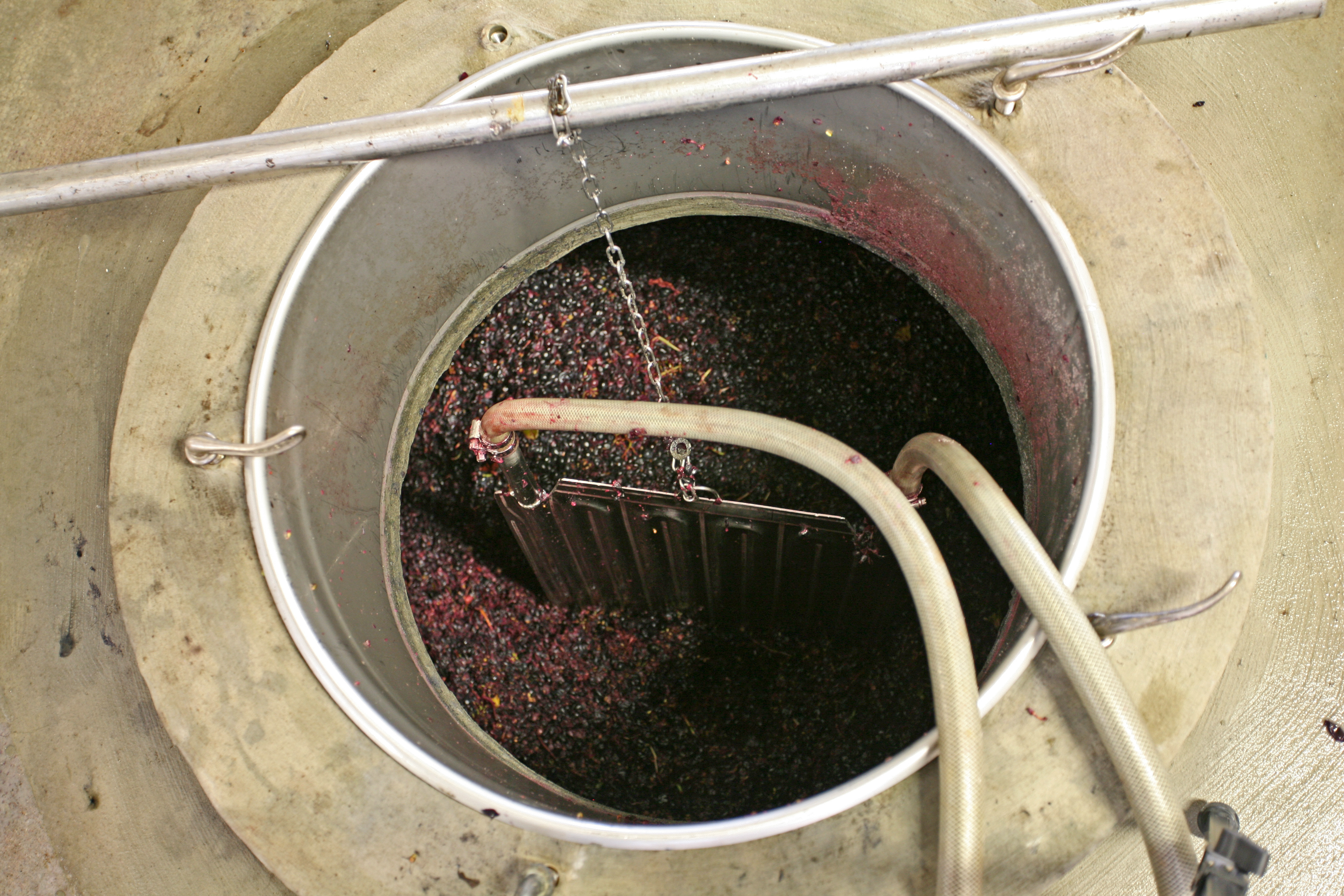
ワインを造るためのブドウの仕込み作業

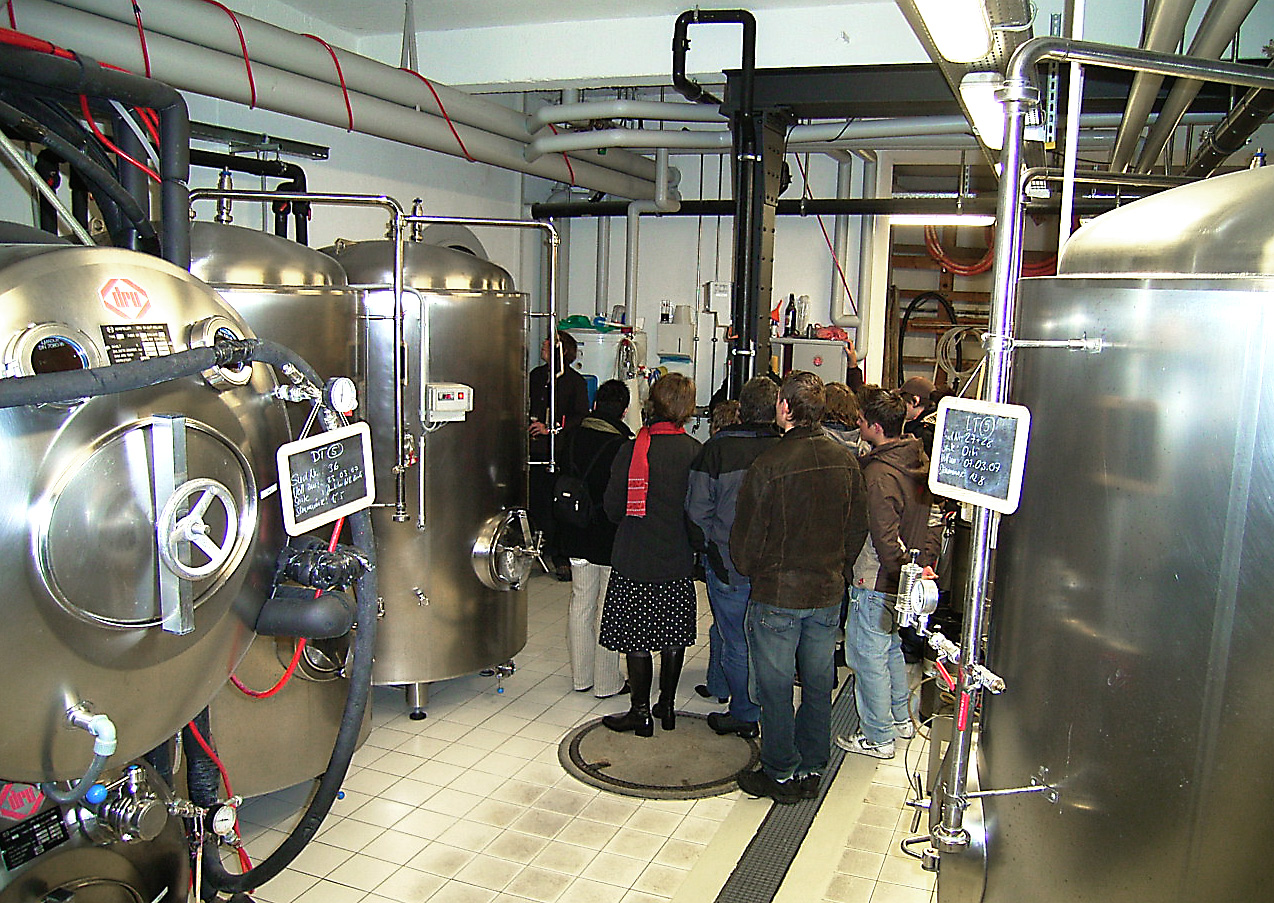
ドイツのビール醸造装置

### 酒
- 日本酒（日本）：米を麹菌と清酒酵母で発酵
  - 酒粕 (日本)
  - 味醂（日本）
- 黄酒（中国）：米を麦麹と酒薬の酵母で発酵
- ワイン（中東、ヨーロッパ）：葡萄をワイン酵母で発酵
- ビール（中東、ヨーロッパ）：大麦の麦芽をビール酵母で発酵
- シードル（ヨーロッパ）：りんごをりんご酵母で発酵
- ヤシ酒（東南アジア・アフリカ）：ヤシの樹液を酵母で発酵
- プルケ（メキシコ）：リュウゼツラン科の植物の樹液を発酵させて作る
- （焼酎）（日本）：発酵酒の蒸留酒
- （泡盛）（日本）同上
- （焼酒（ソジュ））：（韓国、北朝鮮）同上
- （焼酒（白酒））：（中国、台湾）同上
- （ウイスキー）（イギリス）：同上
- （ウォッカ）（ロシア）：同上
- （テキーラ）（メキシコ）：同上

### 茶

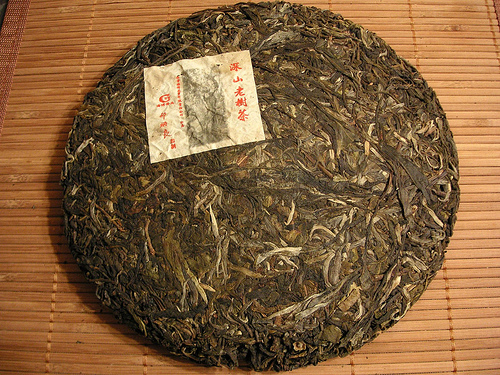
中国のプーアル茶の茶餅

- 紅茶（中国、インド、スリランカなど）：発酵茶。微生物ではなく、原材料そのものがもつ酵素による酸化発酵[4]
- 烏龍茶（中国、台湾など）：紅茶と同様であるが、発酵の程度が低い
- プーアル茶（中国）：紅茶と同様の酵素と、コウジカビの作用で発酵させたもの。

### その他
- 醸造酢（日本、中国）：酒類が酢酸発酵[注 2]

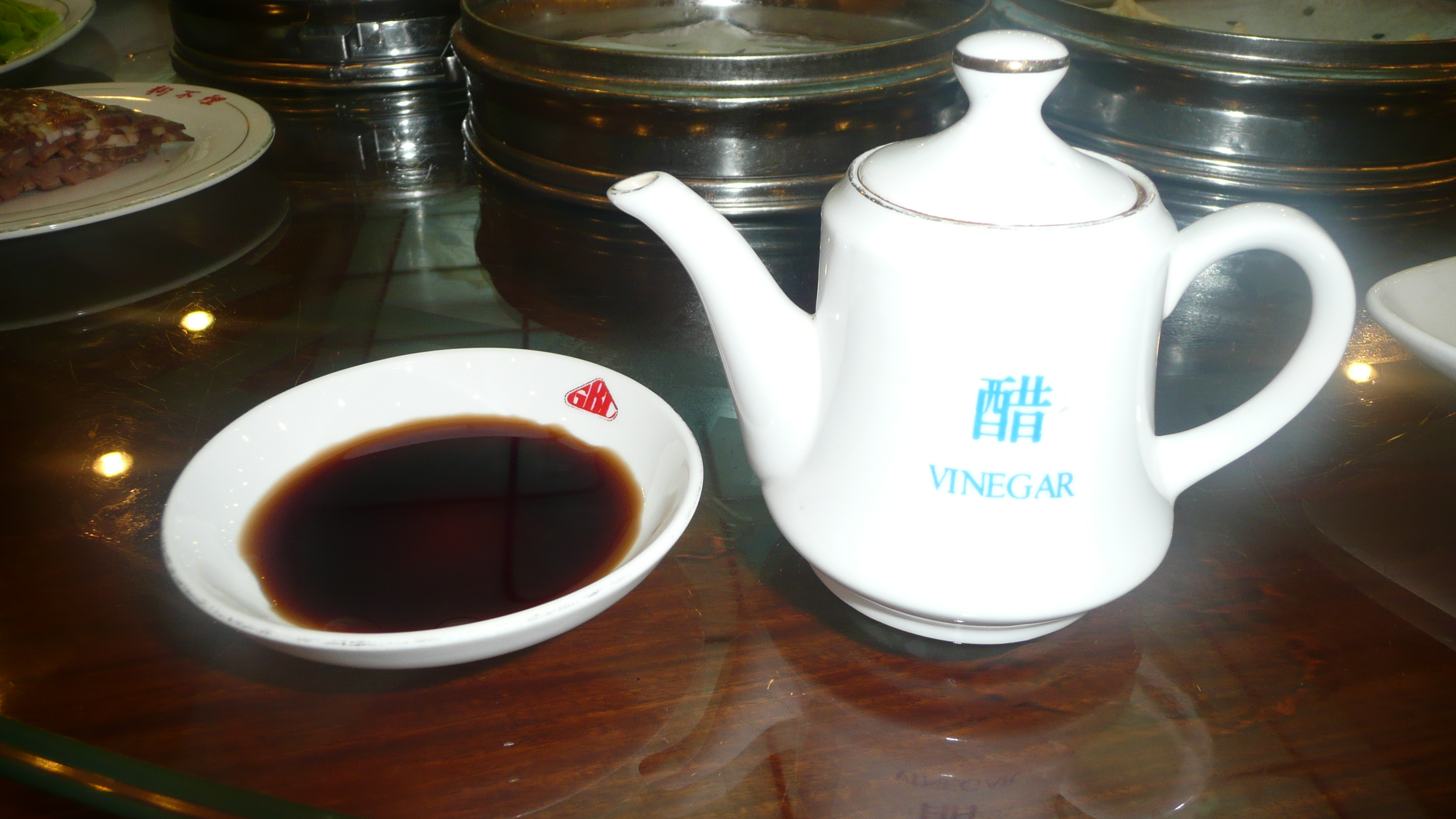
中国の黒酢

  - 黒酢（日本、中国）：コメを麹菌の発酵によりアルコールにし、さらに発酵で酢酸にさせたもの
- 甘酒 ：本来は米こうじと米を原料とし、デンプンを糖化したもの
- カカオ（主にアフリカ）：果実からカカオ豆を取り出す際の下処理として。
- 銀杏（中国・日本）：イチョウの果実から銀杏を取り出す際の下処理として。
- グルタミン酸ナトリウム：1956年に当時の協和発酵バイオが微生物を利用したアミノ酸発酵技術を開発した[5]。従来技術よりも安価で大量生産が可能となり、調味料その他に広く応用されている。
- 松葉サイダー（日本）：松葉に付着した細菌による発酵。